# Comtat d'Estocolm
El Comtat d'Estocolm (Stockholms län) és un comtat o län en la costa del Mar Bàltic de Suècia. Fa frontera amb els comtats d'Uppsala i Södermanland. També fa frontera amb Mälaren i el Mar Bàltic. La ciutat d'Estocolm és la capital de Suècia.
El resultat a les eleccions del Landsting del 2002 fou:
| Partit                            | Escons |
| --------------------------------- | ------ |
| Socialdemokratiska arbetarpartiet | 54     |
| Moderata samlingspartiet          | 37     |
| Folkpartiet                       | 26     |
| Kristdemokraterna                 | 11     |
| Vänsterpartiet                    | 14     |
| Miljöpartiet                      | 7      |
| Total                             | 149    |

## Municipis

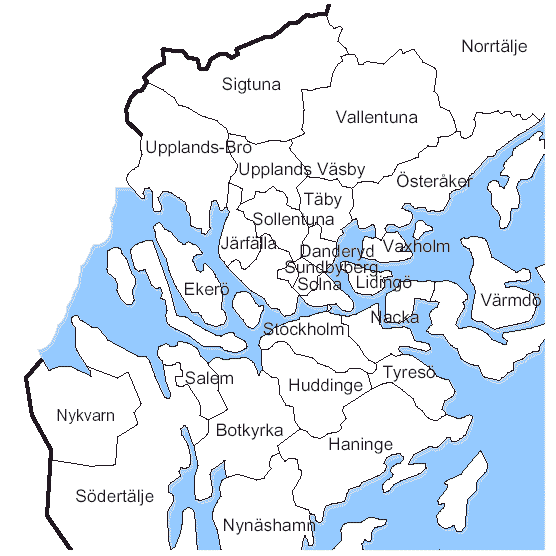
Municipis

| 1. Botkyrka 2. Danderyd 3. Ekerö 4. Haninge 5. Huddinge 6. Järfälla 7. Lidingö 8. Nacka 9. Norrtälje | 1. Nykvarn 2. Nynäshamn 3. Salem 4. Sigtuna 5. Sollentuna 6. Solna 7. Estocolm 8. Sundbyberg 9. Södertälje | 1. Tyresö 2. Täby 3. Upplands-Bro 4. Upplands Väsby 5. Vallentuna 6. Vaxholm 7. Värmdö 8. Österåker |